# 소닉 더 헤지호그 2 (8비트 비디오 게임)
소닉 더 헤지호그 2(ソニック・ザ・ヘッジホッグ2, Sonikku za Hejjihoggu Tsū)는 애스펙트와 세가가 세가 마스터 시스템과 게임기어로 제작한 8비트 사이드 1992년 스크롤링 플랫폼 비디오게임이다. 게임에서는 플레이어가 7개 존을 돌아다니면서 소닉을 제어하고, 로보트닉 박사로부터 친구 테일즈를 구하기 위해 카오스 에메랄드를 찾아야 한다. 비록 소닉 2가 소닉 더 헤지호그 2와는 많이 달랐지만, 이 게임은 소닉 더 헤지호그의 후속작 역할을 했으며 이후 직접적인 후속작은 소닉 카오스라는 제목으로 출시되었다.
세가 마스터 시스템 버전은 1992년 10월 16일 유럽에, 그리고 브라질에 출시되었다. 또한 게임기어판은 10월 29일 유럽에, 11월 17일 북미에, 그리고 11월 21일 일본, 대한민국은 삼성전자를 통해서 일본 발매일과 같은 날에 슈퍼 알라딘보이판과 포함해서 한꺼번에 일괄적으로 동시 출시되었다. 마스터 시스템 버전은 닌텐도 Wii에 2008년 11월 18일 일본에, 12월 8일에는 북미에, 12월 26일에는 호주 시장에 재출시되었다.
게임을 실행하는 도중 왼쪽과 오른쪽을 동시에 누를 시 소닉 더 헤지호그 (캐릭터)가 사용자를 바라보면서 문워크를 하는 장면을 볼 수 있다.

## 게임 플레이
이전 게임들과 마찬가지로, 소닉 더 헤지호그는 게임의 7개 구역에서 장애물을 뛰어넘으며 로보트닉의 계획을 막아야 한다. 전작과는 달리, 소닉은 이제 타격을 받은 후 제한된 시간 동안 자신의 링들을 모을 수 있게 되었다. 다른 기술 개선으로서, 소닉은 스핀대시로 벽을 부수고 루프를 통과할 수 있게 되었다. 또한 수레차를 타거나 행글라이더를 이용해 공중을 비행하고, 수면 위를 건너고, 거대한 거품 속을 떠다니며 더 높은 위치에 도달하는 등 고유한 게임 방식도 추가되었다. 이전 게임과 달리 게임에는 더 이상 보호막이나 세이브 기능이 없으므로, 소닉이 목숨을 잃었을 경우 다시 시작해야 한다.
게임의 각 7개 구역은 3개의 액트로 구성되어 있으며, 액트 3에서는 링 없이 보스 배틀을 해야 한다. 표지판과 같은 물체들과 카오스 에메랄드의 경우는 소닉 더 헤지호그의 것을 따르며 특히 액트 마지막의 패널에 느낌표 대신 테일즈를 추가했다. 효과는 컨티뉴 추가이며 구역의 마지막에 동물들이 억류된 케이지가 로보트닉 얼굴 형상의 UFO로 변했다.
만약 카오스 에메랄드를 다 모으지 않으면 게임이 여섯 번째 존 이후에 종료되며 테일즈를 구출할 수 없게 된다.

## 스토리
사우스 아일랜드는 닥터 로보트닉의 패배 이후 평화로웠다. 지루해진 소닉은 다른 모험을 찾아 여행을 떠나기로 결심했다. 그는 돌아오자마자 섬이 거의 버려진 것을 발견하고 충격을 받는다. 그의 모든 친구들이 어디로 사라졌는지 단서는 닥터 로보트닉에게 쫓기는 테일즈뿐이었다. 소닉이 쫓아오지만 테일즈를 구하기엔 너무 늦었고 소닉은 그가 닥터 로보트닉에게 납치된 것을 알게 되고 크리스탈 에그라는 곳에 감금된 것을 알게 되었다. 테일즈가 무사 귀환하기 위해서는 6개의 카오스 에메랄드가 필요하며 소닉은 카오스 에메랄드를 찾아 테일즈를 구출하기 위해 탐험에 나선다.

## 개발

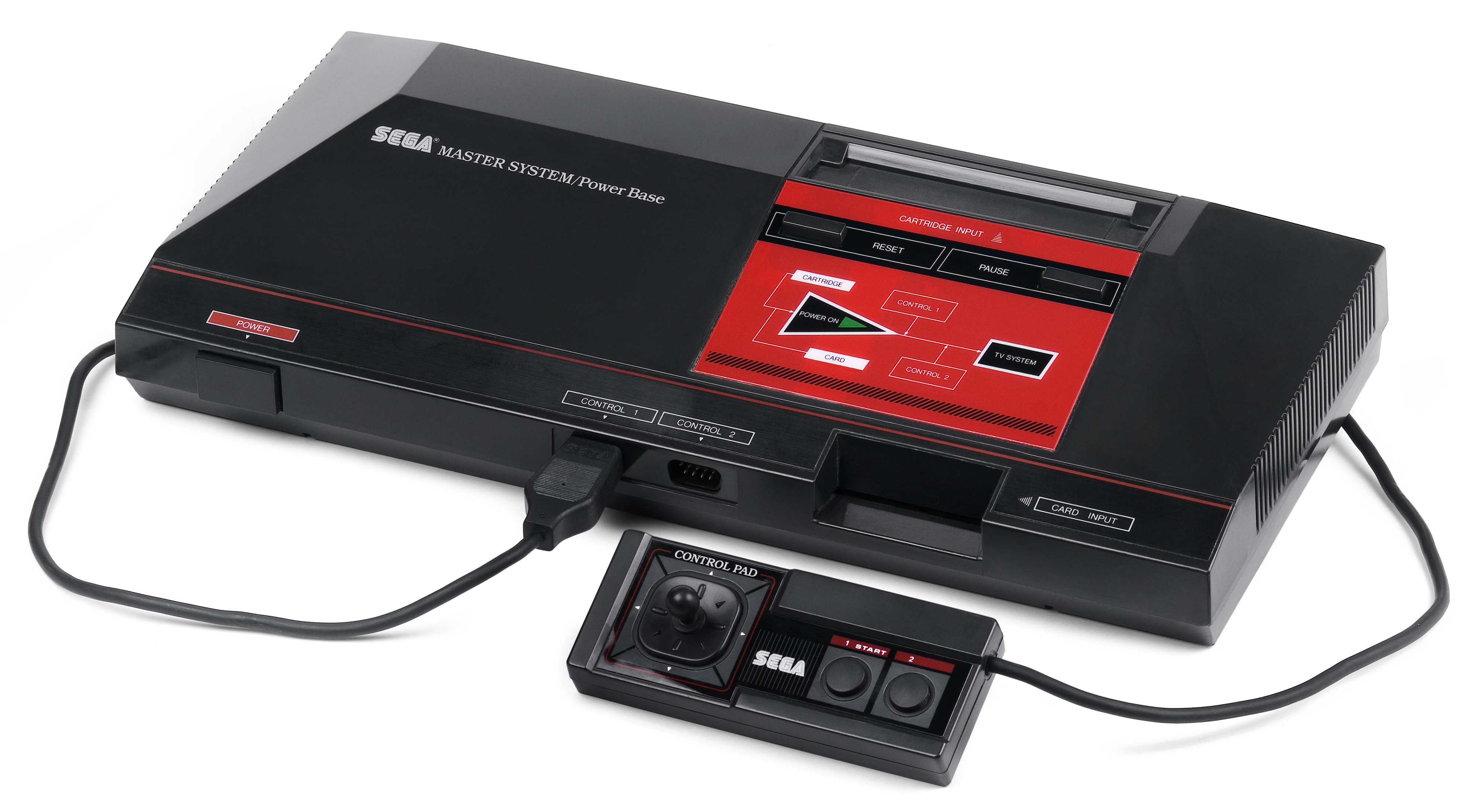
유럽과 브라질에서만 출시되었던 소닉 2의 게임기, 마스터 시스템

소닉 더 헤지호그 2는 에인션트 사가 개발한 전작과 달리 세가의 협력으로 애스펙트 사가 개발했다. 세가 기술원(STI)에서 스테이지 아티스트로 활동한 크레이드 스티트는 애스펙트와 STI 사이 조금의 상호작용도 없었다고 말했고 이는 이전 게임과 달리 낮은 화면 해상도를 수용하기 위해 게임기어 버전에 대한 조정이 거의 이루어지지 않아 난이도가 높아지는 것으로 도출되었다.
소닉 더 헤지호그 2는 1993년 10월에 유럽에서 처음 출시되었고, 그 후 11월에 국제적으로 출시되었다. 마스터 시스템 버전은 2008년 12월 Wii 버추얼 콘솔용으로 출시될 때까지 오랫동안 유럽과 브라질에서만 독점적으로 사용되었다. 게임기어 버전은 결국 2013년 6월에 닌텐도 3DS eShop에서 출시되었고 2003년 게임큐브와 윈도용으로 출시된 소닉 어드벤처 DX에 잠금 해제 가능한 보너스로 포함되었다. 이 버전은 2005년 게임큐브와 플레이스테이션 2용으로 출시된 소닉 젬스 컬렉션에 등장한 게임 중 하나로 포함되기도 했다.

## 반응
마스터 시스템과 게임기어를 위한 소닉 더 헤지호그 2는 출시 이후 비평가들의 호평을 받아왔다.
Mean Machines지에서는 마스터 시스템 버전이 이전 버전보다 우수하고 "역대 최고의 마스터 시스템 게임 중 하나"라고 평가하여 전체 95%의 점수를 주었다. Mega Zone은 이 버전이 "메가드라이브 버전과는 근본적으로 다르다"면서도 "또 다른 승자"라고 평하면서 전체 93%의 점수를 주었다. 해당 지는 "뛰어난 게임 플레이"를 칭찬하며 "그 자체로 고전적"이라고 표현했다." Sega Force는 마스터 시스템 버전에 92%의 점수를 주면서 "MD 버전을 축소하는 대신 완전히 다른 게임을 선택했으며, 좋은 선택이었습니다!"라고 표현했다.
게임기어 버전은 게임프로 스태프 작가인 알 수 없는 게이머(The Unknown Gamer)로부터 긍정적인 평가를 받았으며, 평가는 소형 휴대용 콘솔의 게임 플레이와 인상적인 그래픽에 초점을 맞췄다. 게임 점수는 그래픽 5점, 사운드 4점, 컨트롤 4.5점, 전반적인 재미 요소 5점이었다. 세가 포스는 게임 기어 버전에 93%의 점수를 주며 가장 도전적인, "소닉 2의 가장 힘든 버전"이라고 표현했다. 프랑스 잡지 메가포스도 게임에 긍정적인 평가를 내렸다. 이후 게임기어판은 1993년에 Electronic Gaming Monthly에서 1992년 최고의 휴대용 게임으로 선정되기도 했다.
버추얼 콘솔 출시를 위한 마스터 시스템 버전을 검토한 IGN은 게임에 10점 만점에 8.0점을 주었다. 검토자 루카스 M. 토마스는 많은 Wii 소유주들이 "그것이 같은 이름의 제네시스 클래식에서 기술적으로 열등한 포트라고 잘못 생각할 수 있다"고 말했지만 그렇지 않아요."라고 했다. 그는 마스터 시스템 게임을 "수레차나 행글라이더와 같은 독특한 요소를 이용한 완전히 독자적인 모험"이라고 묘사하며 "소닉의 초기 게임작에서의 숨겨진 보석"이라고 결론지었다."